# 乳源榕
乳源榕（学名：Ficus ruyuanensis）为桑科榕属的植物，为中国的特有植物。分布在中国大陆的广东、广西、贵州等地，生长于海拔500米的地区，常生长在山谷密林中，目前已由人工引种栽培，果實可食用，無論切開葉片、果實、枝條,均可溢出牛奶一樣的白色乳汁，所以可稱為牛奶果。